# Câu lạc bộ bóng chuyền Hà Nội
Câu lạc bộ bóng chuyền Hà Nội (gọi tắt Hà Nội) là một câu lạc bộ bóng chuyền Nam chuyên nghiệp có trụ sở ở Hà Nội, Việt Nam. Đây là đội bóng đang thi đấu tại Giải bóng chuyền vô địch quốc gia Việt Nam. Ngay từ năm 2004, đội bóng nam Hà Nội khi đó mang tên Bưu điện Hà Nội là nhà vô địch đầu tiên của giải, tuy vậy đội đã xuống hạng 2008. Sau hơn 10 năm ở giải hạng A, đội đã giành quyền thăng hạng trở lại giải VĐQG năm 2020. Tính đến hết năm 2024, Nam Hà Nội tham gia 10 lần trên tổng số 21 mùa Giải bóng chuyền vô địch quốc gia Việt Nam. Tại giải VĐQG năm 2024, sau khi thi đấu vòng tròn, Hà Nội thi đấu 8 trận, thắng 3 trận, đạt 8 điểm với tổng số 12 set thắng và 20 set thua, xếp thứ 7 tại vòng tròn và là 1 trong 4 đội tranh trụ hạng, kết quả đội xếp thứ 7 và trụ hạng thành công.

## Thành tích
Tại Giải vô địch bóng chuyền quốc gia Việt Nam:
- Vô địch các mùa giải: 2004.[2]
- Á quân các mùa giải: 2005.
- Hạng ba các mùa giải: 2022

Tại Giải bóng chuyền cúp Hoa Lư:
- Vô địch các mùa giải: chưa có
- Á quân các mùa giải: 2004
- Hạng ba các mùa giải: chưa có

Tại Giải bóng chuyền cúp Hùng Vương:
- Vô địch các mùa giải: chưa có
- Á quân các mùa giải: 2005
- Hạng ba các mùa giải: chưa có

## Đội hình thi đấu
Cập nhật danh sách tháng 6 năm 2022.
- Huấn luyện viên:  Bùi Đình Lợi, Nguyễn Hữu Bình

Các cầu thủ: Trần Đăng Phúc, Nguyễn Tiến Công, Vũ Ngọc Hoàng, Nguyễn Xuân Đức, Cao Văn Quyền, Lý Văn Chường, Phạm Nhật Thành, Nguyễn Văn Vũ, Phạm Quang Thành, Đào Xuân Việt, Lê Đức Thuận, Chu Văn Đức, Trương Quốc Huy, Bùi Ngọc Doãn.
Đội hình thi đấu năm 2020 Đỗ Thế Quân (Đội trưởng),  Nguyễn Tiến Công, Vũ Ngọc Hoàng, Nguyễn Xuân Đức, Lê Văn Xuân, Lý Văn Chường, Nguyễn Đức Quang, Nguyễn Văn Vũ, Phạm Quang Thành, Đào Xuân Việt, Lê Đức Thuận, Chu Văn Đức, Trương Quốc Huy, Lã Anh Đức.